# Stella Chesang
Stella Chesang (* 1. Dezember 1996 in Namoryo) ist eine ugandische Leichtathletin, die sich auf den Langstreckenlauf spezialisiert hat. Sie hält den ugandischen Landesrekord über 10.000 Meter und siegte 2018 über diese Distanz bei den Commonwealth Games.

## Sportliche Laufbahn
Erste internationale Erfahrungen sammelte Stella Chesang bei den Crosslauf-Weltmeisterschaften 2013 in Bydgoszcz, bei denen sie in der Juniorinnenklasse den 14. Platz belegte. Anschließend wurde sie bei den Jugendweltmeisterschaften in Donezk mit 9:11,03 min im 3000-Meter-Lauf Vierte. Auch im Jahr darauf klassierte sie sich mit 15:53,85 min im 5000-Meter-Lauf auf Platz vier bei den Juniorenweltmeisterschaften in Eugene. Anschließend nahm sie an den Afrikameisterschaften in Marrakesch teil, musste dort aber ihr Rennen vorzeitig beenden. Bei den Crosslauf-Weltmeisterschaften 2015 in Guiyang wurde sie Elfte in der U20-Wertung und gewann bei den Juniorenafrikameisterschaften in Addis Abeba in 17:04,91 min die Bronzemedaille über 5000 Meter. Über diese Distanz nahm sie im Jahr darauf an den Olympischen Spielen in Rio de Janeiro teil und schied dort mit 15:49,80 min im Vorlauf aus.
Bei den Crosslauf-Weltmeisterschaften 2017 im heimischen Kampala wurde sie in der allgemeinen Wertung 18. und schied bei den Weltmeisterschaften in London mit 15:23,02 min in der ersten Runde aus. Im Jahr darauf nahm sie erstmals an den Commonwealth Games im australischen Gold Coast teil und siegte dort in 31:45,30 min im 10.000-Meter-Lauf vor der Kenianerin Stacey Chepkemboi Ndiwa und ihrer Landsfrau Mercyline Chelangat. Bei den Crosslauf-Weltmeisterschaften 2019 in Aarhus erreichte sie in 38:14 min Rang 21 und wurde im August bei den Afrikaspielen in Rabat in 15:49,87 min Siebte über 5000 Meter. Ende September nahm sie über 10.000 m an den Weltmeisterschaften in Doha teil und erreichte dort nach 32:15,20 min Rang 16. Nach einer zweijährigen Wettkampfpause gelangte Chesang 2022 bei den Weltmeisterschaften in Eugene mit neuem Landesrekord von 31:01,04 min auf Rang 14 über 10.000 Meter und anschließend belegte sie bei den Commonwealth Games in Birmingham in 31:14,14 min den vierten Platz. Zudem wurde sie dort in 15:19,01 min Neunte über 5000 Meter. Im Oktober wurde sie beim Neu-Delhi-Halbmarathon in 1:08:11 h Dritte und stellte damit einen neuen ugandischen Landesrekord auf.
Bei den Crosslauf-Weltmeisterschaften 2023 in Bathurst gelangte sie mit 34:58 min auf Rang zehn im Einzelrennen und gewann in der Teamwertung die Bronzemedaille hinter den Teams aus Kenia und Äthiopien. Im August lief sie bei den Weltmeisterschaften in Budapest nach 32:38,90 min auf Rang 16 über 10.000 Meter ein. Im Jahr darauf siegte sie in 1:07:59 h beim Gifu-Halbmarathon und belegte im August bei den Olympischen Sommerspielen in Paris in 2:26:01 h den achten Platz im Marathon.

## Persönliche Bestzeiten
- 3000 Meter: 8:52,39 min, 24. Mai 2015 in Hengelo (ugandischer U20-Rekord)
- 5000 Meter: 15:00,72 min, 9. Juni 2019 in Hengelo
- 10.000 Meter: 31:01,04 min, 16. Juli 2022 in Eugene (ugandischer Rekord)
- 10-Kilometer-Straßenlauf: 30:40 min, 15. Mai 2022 in Kapstadt
- Halbmarathon: 1:07:59 h, 28. April 2024 in Gifu (ugandischer Rekord)
- Marathon: 2:20:23 h, 23. April 2023 in Hamburg (ugandischer Rekord)